# Alanya Belediye Spor Kulübü 2023-2024
Questa voce raccoglie le informazioni riguardanti l'Alanya Belediye Spor Kulübü nelle competizioni ufficiali della stagione 2023-2024.

## Stagione
L'Alanya Belediye Spor Kulübü utilizza la denominazione sponsorizzata Brand Group Alanya Belediyespor nella stagione 2023-24.
Si classifica al quinto posto nella regular season di Efeler Ligi, accedendo ai play-off scudetto: dopo aver per in semifinale contro lo Spor Toto, sconfigge il Bursa BB nella finale per il settimo posto. Si spinge fino ai quarti di finale di Coppa di Turchia, venendo estromesso dal torneo dai futuri vincitori dell'Halkbank.

## Organigramma societario
Area direttiva
- Presidente: Mehmet Erken

Area tecnica
- Allenatore: Serkan Oğuz
- Allenatore in seconda: Ömer Balik
- Scoutman: Mert Sır

## Rosa
| N° | Nome               | Ruolo | Data di nascita  | Nazionalità sportiva |
| -- | ------------------ | ----- | ---------------- | -------------------- |
| 1  | Azizcan Ataoğlan   | P     | 8 marzo 2000     | Turchia              |
| 2  | Umut Durur         | S     | 17 gennaio 2000  | Turchia              |
| 3  | Ali Heper          | L     | 11 gennaio 1999  | Turchia              |
| 4  | Abdulsamet Sineren | C     | 8 marzo 2002     | Turchia              |
| 5  | Cafer Kirkit       | S     | 1º gennaio 2001  | Turchia              |
| 6  | Bardia Saadat      | O     | 12 agosto 2002   | Iran                 |
| 7  | Uğur Kılınç        | C     | 24 gennaio 1997  | Turchia              |
| 8  | Oğuzhan Doğruluk   | S     | 1º gennaio 1998  | Turchia              |
| 9  | Georgi Seganov     | P     | 10 giugno 1993   | Bulgaria             |
| 10 | Bertuğ Öndeş       | C     | 26 ottobre 1996  | Turchia              |
| 12 | Emin Gök           | C     | 15 febbraio 1988 | Turchia              |
| 14 | Osmany Uriarte     | S     | 4 giugno 1995    | Cuba                 |
| 15 | Irfan Çetinkaya    | O     | 18 luglio 2002   | Turchia              |
| 18 | Zeka Kır           | L     | 26 novembre 2002 | Turchia              |

## Statistiche

### Statistiche di squadra
| Competizione     | Punti | In casa | In casa | In casa | In trasferta | In trasferta | In trasferta | Totale | Totale | Totale |
| Competizione     | Punti | G       | V       | P       | G            | V            | P            | G      | V      | P      |
| ---------------- | ----- | ------- | ------- | ------- | ------------ | ------------ | ------------ | ------ | ------ | ------ |
| Efeler Ligi      | 43    | 15      | 9       | 6       | 15           | 9            | 6            | 30     | 18     | 12     |
| Coppa di Turchia | 9     | 0       | 0       | 0       | 1            | 0            | 1            | 4      | 3      | 1      |
| Totale           | -     | 15      | 9       | 6       | 16           | 9            | 7            | 34     | 21     | 13     |

G = partite giocate; V = partite vinte; P = partite perse

### Statistiche dei giocatori
| Giocatore    | Campionato | Campionato | Campionato | Campionato | Campionato | Coppa di Turchia | Coppa di Turchia | Coppa di Turchia | Coppa di Turchia | Coppa di Turchia | Totale | Totale | Totale | Totale | Totale |
| Giocatore    | P          | PT         | AV         | MV         | BV         | P                | PT               | AV               | MV               | BV               | P      | PT     | AV     | MV     | BV     |
| ------------ | ---------- | ---------- | ---------- | ---------- | ---------- | ---------------- | ---------------- | ---------------- | ---------------- | ---------------- | ------ | ------ | ------ | ------ | ------ |
| A. Ataoğlan  | 28         | 19         | 8          | 6          | 5          | 4                | 0                | 0                | 0                | 0                | 32     | 19     | 8      | 6      | 5      |
| I. Çetinkaya | 25         | 53         | 44         | 5          | 4          | 2                | 3                | 3                | 0                | 0                | 27     | 56     | 47     | 5      | 4      |
| O. Doğruluk  | 23         | 23         | 17         | 5          | 1          | 3                | 12               | 12               | 2                | 0                | 26     | 35     | 29     | 7      | 1      |
| U. Durur     | 21         | 57         | 45         | 9          | 3          | 4                | 1                | 1                | 0                | 0                | 25     | 58     | 46     | 9      | 3      |
| E. Gök       | 27         | 190        | 108        | 55         | 27         | 4                | 15               | 10               | 4                | 1                | 31     | 205    | 118    | 59     | 28     |
| A. Heper     | 30         | 0          | 0          | 0          | 0          | 4                | 0                | 0                | 0                | 0                | 34     | 0      | 0      | 0      | 0      |
| U. Kılınç    | 29         | 140        | 82         | 38         | 20         | 4                | 16               | 9                | 6                | 1                | 33     | 156    | 91     | 44     | 21     |
| Z. Kır       | 28         | 0          | 0          | 0          | 0          | 4                | 0                | 0                | 0                | 0                | 32     | 0      | 0      | 0      | 0      |
| C. Kirkit    | 30         | 323        | 260        | 41         | 22         | 4                | 53               | 44               | 6                | 3                | 34     | 376    | 304    | 47     | 25     |
| B. Öndeş     | 24         | 80         | 49         | 29         | 2          | 3                | 8                | 5                | 2                | 1                | 27     | 88     | 54     | 31     | 3      |
| B. Saadat    | 27         | 549        | 457        | 50         | 42         | 4                | 75               | 67               | 4                | 4                | 31     | 624    | 524    | 54     | 46     |
| G. Seganov   | 26         | 59         | 18         | 25         | 16         | 4                | 10               | 4                | 3                | 3                | 30     | 69     | 22     | 28     | 19     |
| A. Sineren   | 8          | 19         | 9          | 7          | 3          | 2                | 1                | 0                | 0                | 1                | 10     | 20     | 9      | 7      | 4      |
| O. Uriarte   | 28         | 375        | 318        | 37         | 20         | 3                | 32               | 28               | 4                | 0                | 31     | 407    | 346    | 41     | 20     |

P = presenze; PT = punti totali; AV = attacchi vincenti; MV = muri vincenti; BV = battute vincenti